# Свадебный центон
«Свадебный центон» (лат. Cento Nuptialis) — произведение римского поэта Децима Магна Авсония, законченное примерно в 388 году.
Авсоний рассказал об обстоятельствах, при которых был создан «Свадебный центон», в предисловии. По его словам, император Валентиниан I предложил ему поэтическое состязание в связи с одной придворной свадьбой. Авсоний принял вызов, но, чтобы не поставить себя в опасное положение, вместо оригинального стихотворения создал центон — коллаж из фрагментов классического текста (в его случае это были «Буколики», «Георгики» и «Энеида» Вергилия). Художественный эффект здесь был достигнут благодаря тому, что из строк, написанных «самым невинным» римским поэтом, Авсоний составил весьма недвусмысленное описание свадебного празднества и первой брачной ночи.
Спустя примерно 20 лет поэт вернулся к центону, отредактировал текст и опубликовал, снабдив его посвящением ритору Аксию Павлу.